# إذخر ملتبس
إذخر ملتبس (الاسم العلمي:Cymbopogon ambiguus) هو نوع من النباتات يتبع جنس الإذخر من الفصيلة النجيلية.